# Sobrero judío
- El sombrero amarillo (en alemán: Judenhut, o en latín pilleus cornutus) era un gorro con forma de cono, a menudo blanco o amarillo, usado por los judíos en la Europa medieval y en algunas partes del mundo islámico. Inicialmente era llevado de forma voluntaria. Se potenció en algunos lugares de Europa debido al IV Concilio de Letrán después de 1215 para los hombres judíos y adultos para distinguirse a unos de otros. A la vez aparecían guetos en las ciudades para que no se mezclaran con la población. Es similar al gorro frigio y puede tener su origen en la cultura preislámica persa, donde los judíos de Babilonia debían vestir con un sombrero.[1]

- El shtreimel (en yidis, שטרײַמל, pl. שטרײַמלעך shtreimlech) es un sombrero de piel llevado por muchos judíos ultraortodoxos casados. Los portadores, generalmente los judíos jasídicos, lo llevan durante el Shabat y durante las diferentes festividades judías

- La kipá (en hebreo: כִּפָּה‎ «cúpula, parte superior» pronunciaciónⓘ; también conocida por su nombre en ídish, yarmulke, יאַרמלקע) es una pequeña gorra ritual  usada tradicionalmente por los varones judíos.